# بازار سیاه (فیلم ۱۹۶۷)
بازار سیاه (انگلیسی: Black Market) فیلمی است که در سال ۱۹۶۷ منتشر شد.